# Stopham
Stopham – osada w Anglii, w hrabstwie West Sussex, w dystrykcie Chichester. Leży 22 km na północny wschód od miasta Chichester i 68 km na południowy zachód od Londynu. W 2001 miejscowość liczyła 87 mieszkańców.